# André Allemand (parachutiste)
Pour les articles homonymes, voir Allemand (homonymie).
Ne doit pas être confondu avec André Allemand (diplomate et auteur).
André Allemand, né le 25 juillet 1916 à Grenoble, en Isère et mort le 10 novembre 1983 à Villejuif, est un ancien parachutiste d'essais français.
Il est connu pour avoir écrit Parachutiste d'essai dans lequel il raconte son parcours.

## Biographie

### Carrière militaire
Engagé dans l'aviation militaire en 1937 dans l'espoir de devenir pilote, il fait partie des premiers volontaires recrutés lors de la mise sur pied de l'arme parachutiste en France. Il fait son premier saut en 1938 non loin d'Auberive et poursuit son entrainement au sein de la 601ème compagnie d'infanterie de l'air. En 1939, cette compagnie rejoint l'autre compagnie d'infanterie de l'air stationnée à Baraki. 
Les parachutistes sont ramenés en France à la déclaration de guerre. Les troupes aéroportées, arme offensive par excellence, ne trouvent pas d'emploi pendant la Drôle de guerre. Ils sont alors envoyés rejoindre les Corps francs vers Obersteinbach. André Allemand en ramène une Croix de guerre d'ailleurs comptée à un régiment de Chasseurs alpins.
La Blitzkrieg ne se montre pas plus favorable à l'organisation d'attaques aéroportées et les parachutistes français n'ont pas l'occasion de sauter en conditions réelles. De non décisions en non décisions, les paras se retrouvent à Marseille d’où ils embarquent pour Alger où les compagnies sont dissoutes.
Après deux années d'ennui en Afrique du Nord pendant lesquelles André Allemand se marie, le débarquement américain change la donne. Si les compagnies de parachutistes sont reformées elles sont intégrées au 1er régiment de chasseurs parachutistes qui ne dépend plus de l'Armée de l'Air mais de l'Armée de terre ce qui ne fait pas les affaires d'André Allemand, soucieux de rester dans le domaine aéronautique et peu motivé pour se retrouver fantassin. Il réussit cependant à rester dans l'Armée de l'Air et part à partir aux États-Unis suivre une formation de radio-mitrailleur. Il rentre en Afrique du Nord pour apprendre que les radios-mitrailleurs sont en surnombre et il part alors pour la Tunisie suivre un cours de navigateur sur B26 Marauder. Il y est encore à la capitulation allemande.
Il quitte l'Afrique du Nord pour l'Allemagne occupée puis la France grâce à l'intervention de son épouse devenue secrétaire d'état-major.

### Retour à la vie civile

#### Formateur
Il passe ses brevets civils (son brevet de second degré porte le N°2) et devient moniteur civil de parachutisme au sein du Service de l'aviation légère et sportive tout en s'occupant de la formation des jeunes de la préparation militaire parachutiste qu'il fait sauter "à la chaine" lors de tournées régionales périodiques. Il saute aussi en meeting les week-end.

#### Largage de matériel
En juillet 1949, il est le "dispatcher" d'une des trois équipes de parachuteurs chargées de larguer le ravitaillement à une expédition au Groenland dirigée par Paul-Émile Victor. Du matériel embarqué sur un bateau à Rouen environ 70 tonnes sont débarquées à Keflavík d'où elles seront plus tard aéroportées vers l’expédition en cours de route. L'avion utilisé est un Consolidated B-24 Liberator qui fera treize rotations entre Keflavik et l'expédition transportant 75 tonnes de matériel (les 70 tonnes débarquées à Keflavik plus cinq tonnes chargées en France).

#### Parachutiste d'essai
Après la fin de la guerre les parachutes français d'avant guerre sont arrivés à bout de potentiel et les parachutistes français sautent quelque temps avec du matériel américain ou anglais mais ce matériel n'étant pas non plus inusable l'industrie française reprend ses activités et doit tester son nouveau matériel. C'est ainsi qu'André Allemand est contacté pour procéder à ces essais et commence ainsi son activité de parachutiste d'essais au CEV de Brétigny. Il teste ainsi la production des trois marques française Aerazur, E.F.A. et Aviorex.

#### Sièges éjectables
En juin 1950 il est demandé pour faire l'essai d'un siège éjectable de fabrication française en remplacement de Robert Cartier qui devait faire l'essai mais s'est blessé aux vertèbres au cours d'un saut. Pour commencer il teste le 25 aout 1950 le siège anglais Martin-Baker installé en place arrière d'un Gloster Meteor modifié. L'éjection de fait à 500 km/h les jambes attachées ensemble par une sangle. André Allemand, plus petit que les testeurs précédents ne peut pas, malgré un coussin rehausseur, couvrir entièrement son visage avec le rideau protecteur dont la descente provoque l’éjection. De plus, le rideau frotte exagérément sur son casque en cuir. Dans un premier temps, ce frottement retarde le déclenchement du siège, ensuite, ses mains accrochées au rideau pas assez descendu lui sont projetées en pleine bouche par la pression dynamique et lui ouvrent la lèvre inférieure.
Allemand attaque ensuite la série de cinq tests prévus pour le siège français. Les trois premiers ont lieu le 3 janvier 1951 à 300 km/h, le 1 mars1951  à 420 km/h et le 21 mars 1951 sur un Bloch MB.175 époumoné qui demande un piqué de 1 200 m pour atteindre les 510 km/h du troisième essai. Le quatrième essai n'a lieu que le 12 mars 1952 car il a fallu modifier un Gloster Meteor pour y loger le siège. L'essai se fait aussi à 500 km/h mais André Allemand ne parvient pas à empêcher des jambes d'être écartées par la pression dynamique et se blesse légèrement à la cuisse gauche,.

#### Dernier saut
Le dernier saut prévu se fait à Brétigny sur le Meteor à 800 km/h jambes libres pour tester les conditions réelles d'un sauvetage. Le résultat est désastreux. La pression dynamique, déjà difficile à contrer avec les muscles des cuisses à 500 km/h est multipliée par 2.6 à 800 km/h et les jambes du parachutiste sont écartelées, lui désarticulent le bassin et lui valent une longue hospitalisation,.
Constantin Rozanoff évoque brièvement Allemand et son accident dans son livre Double Bang en regrettant que la solution préconisée pour éviter ce genre d'accident soit l'utilisation de chaussures avec un talon accrochant bien aux arrêtoirs du siège plutôt qu'une amélioration des arrêtoirs.

#### Après le parachutisme
Définitivement inapte au parachutisme, il se retrouve à travailler avec son épouse dans son magasin de bonneterie-lingerie à Auteuil. Il écrit en 1953 le livre "Parachutiste d'essai" où, outre son expérience personnelle, il dresse une histoire du parachutisme. Ce livre sera repris en version condensée dans la Bibliothèque verte en 1957 avec un titre modifié "Parachutiste d'essais".
Il décède le 10 novembre 1983 à Villejuif.